# Израильская Библия
Израильская Библия (англ. The Israel Bible) — двуязычная англо-ивритская версия еврейской Библии, отредактированная раввином Тули Вайсом и опубликованная в июне 2018 года к 70-летию Декларации независимости Израиля. Она содержит полный текст еврейской Библии вместе с научными введениями к каждой книге Библии, а также различными картами, схемами, иллюстрациями и фотографиями. Вайс говорит, что его Библия — единственная, «посвящённая исключительно Земле Израиля, народу Израиля и Богу Израиля». В комментарии группы ортодоксальных раввинов проводится тесная связь между библейским Израилем и современным государством Израиль. Книга рассчитана как на иудеев, так и на христиан. Предисловие было написано раввином Шломо Рискиным, основателем Центра еврейско-христианского взаимопонимания и сотрудничества.